# Wenekata I
Wenekata I (ur. ?, zm. 1543) – król Widżajanagaru z dynastii Tuluwów.
Panował w latach 1542–1543. Z racji niepełnoletności rządy sprawował regent Tirumala, który wkrótce zamordował Wenekatę I.

## Literatura
- Wenekata I, [w:] M. Hertmanowicz-Brzoza, K. Stepan, Słownik władców świata, Kraków 2005, s. 808.